# Mahé Mauriat
Pour les articles homonymes, voir Mauriat.
Mahé Mauriat, née le 23 mai 2000, est une joueuse internationale française de volley-ball évoluant au poste de passeuse au VBC Chamalières, en Ligue A.

## Biographie

### Jeunesse et formation
Elle commence la pratique du volleyball à l'âge de 8 ans au club de Nice (NVB) avant de rejoindre Cagnes-sur-Mer où elle intègre le pôle France de Boulouris. En parallèle à celui-ci, elle dispute une saison avec Saint-Raphaël puis termine sa formation à l'Institut fédéral de volley-ball de Toulouse où elle y découvre notamment le Championnat de France de Ligue A avec l'équipe première nommée France Avenir 2024.

### Carrière en club
En 2019, elle fait son retour dans le club varois où elle signe son premier contrat professionnel. Deux ans plus tard, elle rejoint le Béziers Volley. Le 1er avril 2023, elle fait partie de l'équipe remportant la première Coupe de France de l'histoire du Béziers Volley, en finale face au RC Cannes.

### En sélection nationale
Elle est présente avec l'équipe de France pour la phase de préparation en vue de la Ligue européenne 2022. Elle n'est ensuite pas retenue dans la liste définitive avant d'être rappelée en début de compétition. Elle vit pour l'occasion sa première expérience dans un tournoi avec les Bleues,.

## Clubs
- Saint-Raphaël Var (2019–2021)
- Béziers Volley (2021–2023)
- VBC Chamalières (2023–)

## Palmarès

### En sélection nationale
- Ligue européenne (1) : 
  -  Vainqueur en 2022.

### En club
- Coupe de France (1) :
  - Vainqueur en 2023.

- Supercoupe de France :
  - Finaliste en 2019 et 2021.